# Bombardier Global 7500
I Bombardier Global 7500 e Global 8000 sono business jet a lungo raggio prodotti dalla canadese Bombardier Aerospace.

## Sviluppo
Annunciati nel settembre 2010 con il nome commerciale Global 7000 e Global 8000, l'entrata in servizio del 7000 era prevista nel 2016 e quella dell'8000 nel 2017. Il Global 8000 era una versione accorciata e con maggiore autonomia del Global 7000. Il programma ha subito un ritardo di due anni a causa di varie modifiche al progetto, tra cui la revisione completa delle ali. Il primo prototipo di Global 7000 ha eseguito delle prove di rullaggio nell'ottobre 2016 ed ha volato per la prima volta il 4 novembre 2016. Il secondo prototipo, utilizzato per testare e integrare i sistemi di bordo e la propulsione, ha volato per la prima volta il 6 marzo 2017 e nello stesso mese il primo prototipo ha raggiunto la velocità di Mach 0,995. Il terzo prototipo ha compiuto il primo volo il 10 maggio 2017 ed è stato usato per testare l'avionica. Il quarto prototipo è stato usato per integrare gli interni e il quinto usato per l'entrata in servizio.

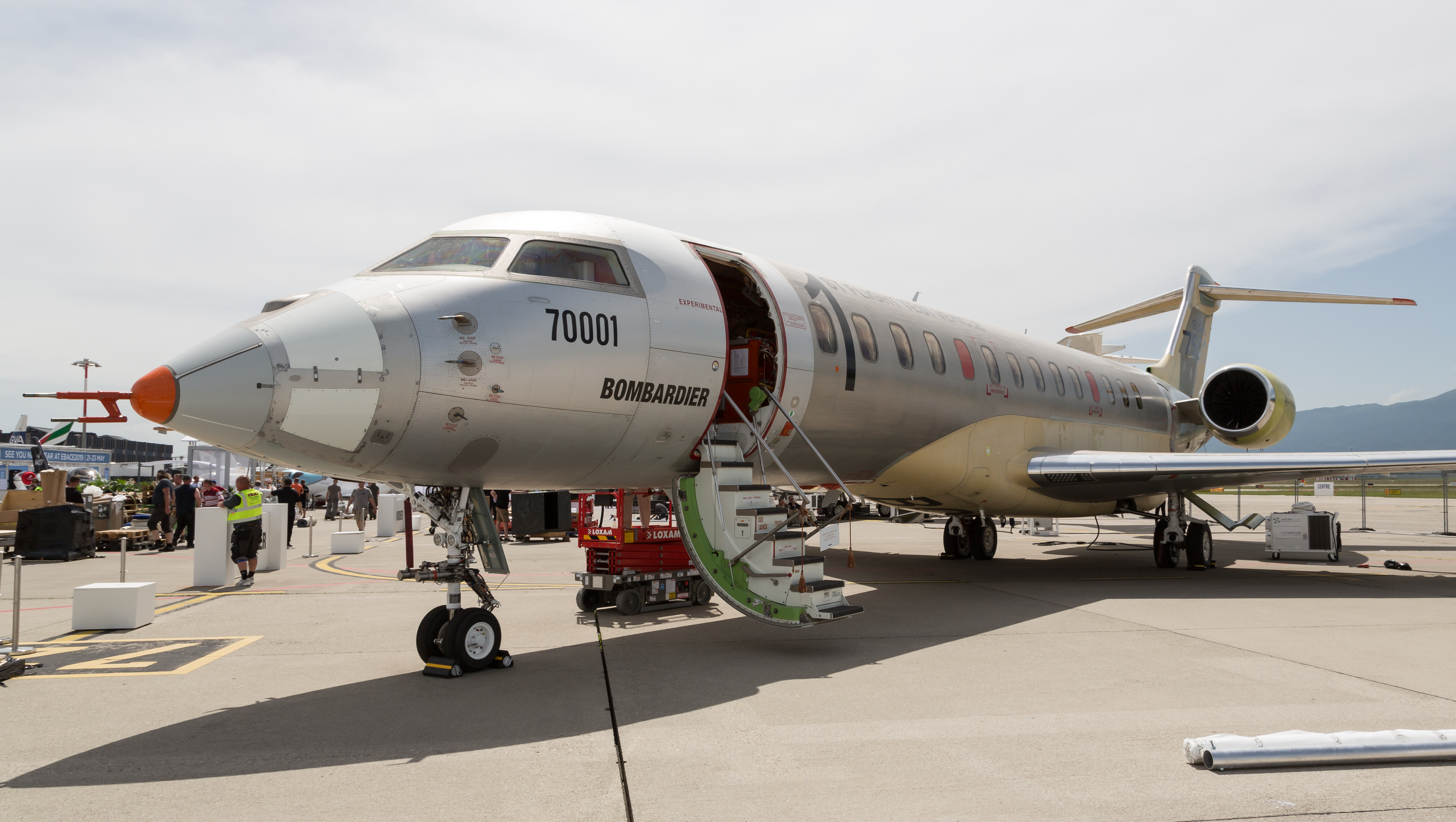
Il primo prototipo all'EBACE 2018

Nel maggio 2018 il Global 7000 è stato rinominato Global 7500 in continuità con i Global 5500 e 6500 ed è iniziato l'assemblaggio finale del primo esemplare di produzione.
La campagna di prove di volo si è conclusa nell'agosto 2018 dopo oltre 2 400 ore di volo. Il Global 7500 è stato certificato da Transport Canada l'8 settembre 2018. Il primo Global 7500 è stato consegnato il 20 dicembre 2018. Al momento della consegna Bombardier si era assicurata oltre 100 ordini per Global 7500.
Lo sviluppo del Global 8000 è stato ritardato a causa della scarsità di ordini per dedicare più risorse al Global 7500, posticipando l'entrata in servizio dal 2017 al 2019. Il prototipo del Global 8000 è stato realizzato convertendo il quinto prototipo del 7500; nel maggio 2021 il prototipo ha raggiunto la velocità supersonica di Mach 1,015. Il Global 8000 è stato presentato all'European Business Aviation Convention and Exhibition del 2022 come versione a maggiore autonomia del Global 7500. Il Global 8000 avrà un'autonomia di 14 800 km e una velocità massima di Mach 0,94. L'entrata in servizio del Global 8000 è prevista per il 2025. Dopo l'entrata in servizio, i Global 7500 potranno essere convertiti in Global 8000 secondo un service bulletin.

## Tecnica

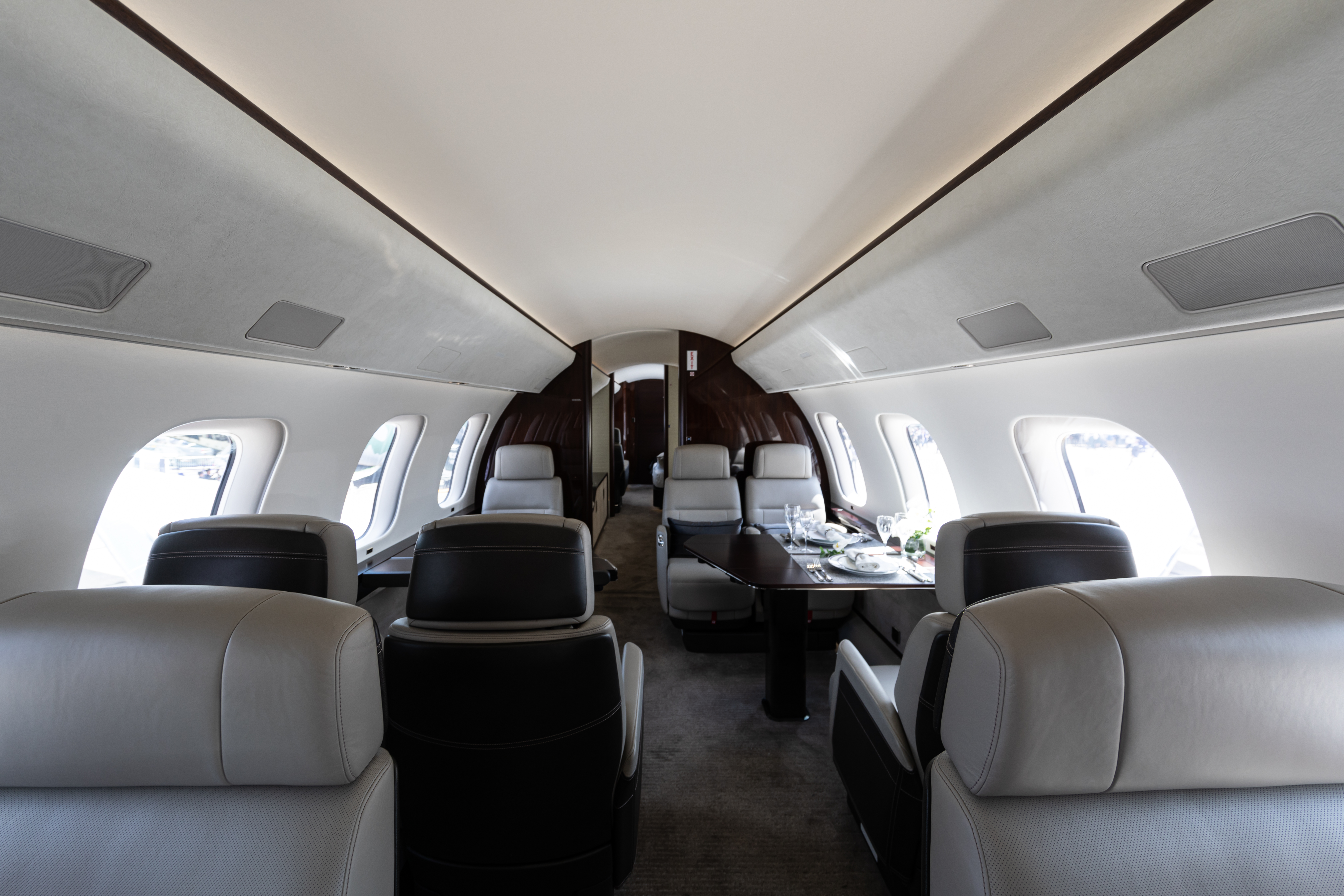
Cabina passeggeri di un Global 7500

Il Global 7500, il cui nome in Bombardier è BD-700-2A12, è derivato dal Global 6000, rispetto a cui ha una fusoliera più lunga di 3,43 m e nuove ali. Per la propulsione è stato adottato il nuovo General Electric Passport, che permette di volare ad alte velocità di crociera con una maggiore efficienza nei consumi di carburante. La struttura è realizzata in lega di alluminio-litio; la fusoliera ha lo stesso diametro esterno degli altri Global ma ha una struttura più sottile, che permette di allargare la cabina di 25 mm. La fusoliera è divisa in quattro zone con un volume di cabina di 74,67 m³. Le ali sono ottimizzate per la crociera a Mach 0,85 e hanno un angolo di freccia di 35,3°, hanno un basso rapporto spessore-corda, nuove winglet e nuovi fowler flap interni. I comandi di volo sono fly-by-wire derivati da quelli dellìAirbus A220. Il Global 8000, designazione in Bombardier BD-700-2A13, ha la stessa fusoliera, le stesse ali e gli stessi motori del 7500 ma può trasportare più carburante.

## Dati tecnici
| Modello              | Global 7500                           | Global 8000                           |
| -------------------- | ------------------------------------- | ------------------------------------- |
| Equipaggio           | 2 piloti                              | 2 piloti                              |
| Passeggeri           | Fino a 19                             | Fino a 19                             |
| Lunghezza            | 33,8 ,                                | 33,8 ,                                |
| Altezza              | 8,2 m                                 | 8,2 m                                 |
| Apertura alare       | 31,7 m                                | 31,7 m                                |
| Superficie alare     | 116,5 m²                              | 116,5 m²                              |
| MTOW                 | 52 100 kg                             |                                       |
| Carburante           | 23 361 kg                             |                                       |
| Motori               | 2 General Electric Passport 20-19BB1A | 2 General Electric Passport 20-19BB1A |
| Spinta al decollo    | 82,4 kN ciascuno                      | 82,4 kN ciascuno                      |
| Velocità di crociera | Mach 0,85                             | Mach 0,85                             |
| Velocità massima     | Mach 0,925                            | Mach 0,94                             |
| Autonomia            | 14 300 km                             | 15 000 km                             |
| Quota di tangenza    | 15 545 m                              | 15 545 m                              |

## Utilizzatori

### Civili
Austria
- Sparfell Luftfahrt[20]

 Emirati Arabi Uniti
- Empire Aviation[21]

 Malta
- Elit'Avia[22]
- VistaJet

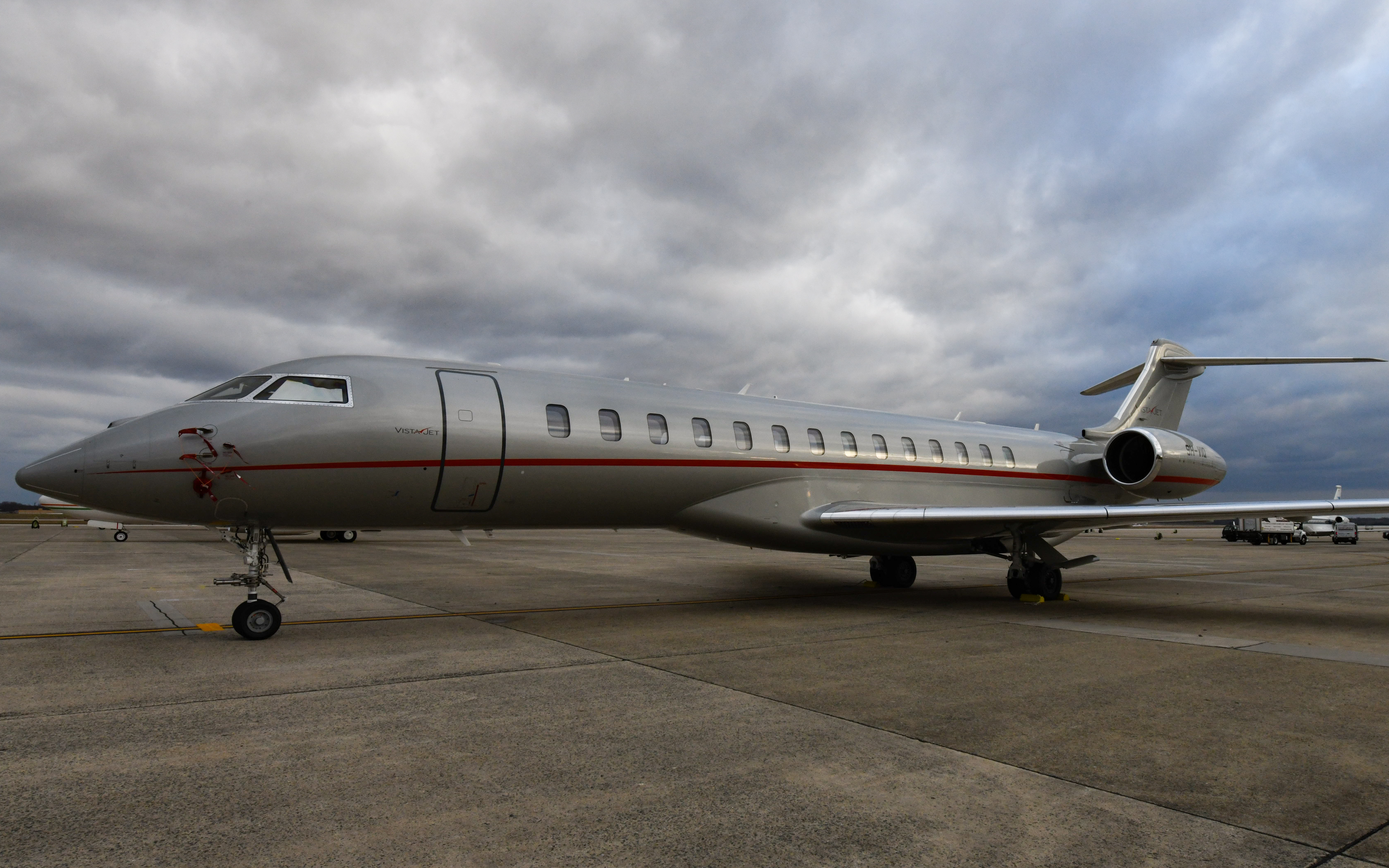
Un Global 7500 di VistaJet

Cliente di lancio, 18 Global 7500 in flotta nel 2024.
 Svizzera
- TAG Aviation[24]

 Stati Uniti
- NetJets

20 Global 7500 ordinati e consegnati a partire dal 2021, vari Global 8000, di cui è il cliente di lancio e di cui prevede di acquistarne 24, ordinati nel 2022.

### Militari
Svizzera
- Forze aeree svizzere

1 Global 7500 acquistato nel 2023 con consegna prevista a dicembre 2024 che verrà operato dal Servizio di trasporto aereo della Confederazione.